# Лебяжье (Тамбовская область)
Лебяжье —  село в Уваровском районе Тамбовской области России. Входит в состав Нижнешибряйского сельсовета.

## География
Расположено примерно в 15 км к северо-востоку от районного центра, города Уварово, и в 8 км к северу от центра сельсовета, села Нижний Шибряй. 

## История
В 2004 году в село Лебяжье (22 жителя по переписи 2002 года) были включены упразднённые посёлки Красный Октябрь (61 житель по переписи 2002 года) и Лопатино (154 жителя, 2002 год), последний до этого был административным центром Лебяжьевского сельсовета.
С 2004 до 2009 года Лебяжье было административным центром Лебяжьевского сельсовета.

## Население
| 2002 | 2010 |
| ---- | ---- |
| 237  | ↗267 |